# Mistrovství Perského zálivu v ledním hokeji 2010
Mistrovství Perského zálivu v ledním hokeji 2010 byl první ročník turnaje národních družstev Mistrovství Perského zálivu v ledním hokeji v ledním hokeji, který se uskutečnil od 25. do 30. května 2010 ve městě Kuvajt v Kuvajtu za účasti čtyř zemí. Vítězství si připsali domácí hráči Spojených arabských emirátů před hráči Kuvajtu a hráči Saúdské Arábie.

## Výsledky

### Základní skupina
|   |                | SAE  | Kuvajt | Saúdská Arábie | Omán | V | VP | PP | P | VG | OG | B |
| 1 | SAE            | ***  | 4:1    | 14:1           | 11:0 | 3 | 0  | 0  | 0 | 29 | 2  | 9 |
| 2 | Kuvajt         | 1:4  | ***    | 10:3           | 5:0  | 2 | 0  | 0  | 1 | 16 | 7  | 6 |
| 3 | Saúdská Arábie | 1:14 | 3:10   | ***            | 3:1  | 1 | 0  | 0  | 2 | 7  | 25 | 3 |
| 4 | Omán           | 0:11 | 0:5    | 1:3            | ***  | 0 | 0  | 0  | 3 | 1  | 19 | 0 |